# 布雷登费尔德
布雷登费尔德（德語：Bredenfelde）是德国梅克伦堡-前波美拉尼亚州的市镇，隶属于梅克伦堡湖区县。总面积为8.59平方千米，截至2023年12月31日总人口为185人。